# Blues de la amenaza nocturna
«Blues de la amenaza nocturna» es una canción del grupo de rock argentino Manal. Existen dos versiones diferentes de la canción grabadas por Manal, una de ellas es la segunda canción de su segundo álbum de estudio El león editado en 1971. 

## Composición y grabación
Se grabaron dos versiones distintas de "Blues de la amenaza nocturna". La versión acústica fue concebida como un demo, tenía únicamente a Javier Martínez en guitarra y voz, y Claudio Gabis en armónica ya que Alejandro Medina no asistió a la sesión por encontrase enfermo. De aquella sesión de Gabis y Martínez quedó registrada también "Porque hoy nací", que si fue incluida en Manal de 1970, mientras que la versión acústica de "Blues de la amenaza nocturna" fue descartada para ello. Al igual que todas las canciones del álbum Manal, se grabó en los Estudios TNT ubicados en la calle Moreno al 900, próximos a la Avenida 9 de julio, esta en particular se registró el 9 de agosto de 1969. Los técnicos de grabación fueron Salvador y Tim Croatto, este último exmiembro de Los TNT y propietario del estudio. La versión acústica de "Blues de la amenaza nocturna" se editó en el álbum doble compilatorio Manal editado por Talent en 1973.

### Versión deEl León
Cuando Manal firmó con RCA volvió a grabar la canción, realizando una versión más blusera, fue editada en El león de 1971, con Martínez en batería y voz, Gabis en guitarra eléctrica y Medina en bajo eléctrico. Las versiones, acústica y del El león difieren en estilo y duración, además la versión acústica tiene 16 compases y no 12 como la de El león.
No existe registro en vivo de ninguna versión de "Blues de la amenaza nocturna".

## Créditos
Versión acústica de 1970.
Manal
- Javier Martínez: voz y guitarra criolla
- Claudio Gabis: armónica

Versión El león de 1971.
- Martínez: voz y batería
- Gabis: guitarra eléctrica
- Medina: bajo eléctrico